# Chambers Communications Corporation
Chambers Communications Corporation est une entreprise américaine de média fondée en 1959 par  Carolyn S. Chambers et établie à Eugene dans l'Oregon. Elle possède quatre stations affiliées à ABC couvrant la majorité du territoire de l'Oregon.
En plus la société possède un système de télévision câblée à Sunriver et des studios de productions à Eugene.

## Stations
- KEZI channel 9 à Eugene
- KDRV channel 12 à Medford
- KDKF channel 31 à Klamath Falls (semi-satellite de KDRV)
- KOHD channel 51 à Bend